# Stari trg pri Ložu
Stari trg pri Ložu este o localitate din comuna Loška Dolina, Slovenia, cu o populație de 838 de locuitori.